# Inga portobellensis
Inga portobellensis là một loài rau đậu thuộc họ Fabaceae.
Loài này chỉ có ở Panama.